# クラシック・ダンジョンズ&ドラゴンズ
クラシック・ダンジョンズ&ドラゴンズ(Classic Dungeons & Dragons)とは、1977年から1995年までの間、アメリカ合衆国のTSR社から「Dungeons & Dragons」のタイトルで発売されていた「ダンジョンズ&ドラゴンズ」(以後、D&Dと略）シリーズの通称である。
このシリーズのD&Dの製品タイトルはあくまで「Dungeons & Dragons」であるのだが、他のD&Dシリーズと区別するために、現在では「Classic D&D」「D&D Basic Set(もしくはBasic D&D)」などと通称されている。
「D&D Basic Set」の通称は、1991年まではこのシリーズの基本ルールブックにあたる製品のタイトルが「Dungeons & Dragons Basic set」というタイトルだったためなのだが、この項目ではBasic setの後継作にあたる「ルールサイクロペディア(Rules Cycropedia)」についても記載しているため、「クラシック・ダンジョンズ&ドラゴンズ」という項目名で記載している。

## 概要
ダンジョンズ&ドラゴンズ#TSR時代（1973年 - 1997年）で詳述しているように、2000年以前までは「ダンジョンズ&ドラゴンズ」(D&D)と「アドバンスド・ダンジョンズ&ドラゴンズ」(AD&D)という2つのD&Dが存在していた。現在「クラシックD&D」と呼ばれるものはこのうち「ダンジョンズ&ドラゴンズ」という名前で展開していたシリーズである。
クラシックD&Dでは、基本ルールブックにあたる製品のコンポーネント（装丁）が定期的に大刷新されており、その度にルールやデータに若干の変更（いわゆる「版上げ」)
が行われている。クラシックD&Dはかつては「Dungeons & Dragons」そのもののタイトルをもっていたシリーズなため、AD&DとクラシックD&Dが未分化だった初代の「Dungeons & Dragons」を「D&D第1版」として、1977年に発売されたクラシックD&D第一弾「Dungeons & Dragons Basic Set」を「D&D第2版」と呼び、それ以後のクラシックD&Dの版上げごとに「D&D第○版」と呼ぶこともある。しかし、現在「D&D第○版」というと、AD&Dでの版上げの流れのことを表すのが一般的であるので注意が必要である。この記事ではクラシックD&Dに限定した記述を行っているので、クラシックD&Dの版上げの流れにおいて「D&D第○版」という言葉を使っている。
以下のリストで、クラシックD&Dの版上げの流れをまとめている。
Dungeons & Dragons （第1版）
1974年発売。Original Dungeons & Dragons。初刷は白色の箱に三分冊のルールブックが入っていた。AD&DとクラシックD&Dが未分化の頃の製品なため、現在ではクラシックD&Dとは別ものとして扱うことの方が一般的である。
Dungeons & Dragons Basic Set（第2版）
1977年発売。この頃、TSRはそれまでのD&Dが積み重ねた莫大なルール・データは整理するため、入門者向けの「D&D」と、上級者向けの「AD&D」にシリーズを分けて発売することにした。入門者向けの「D&D」にあたるのがこれである。このバージョンのルールはAD&D（もしくは現行のD&D)との共通項が多く、呪文の触媒を必要としたり、1ラウンドに複数回攻撃が可能になったりしていた。
コンポーネントはボックス型で、箱の色は青。内容物は48ページのルールブック一冊と、ダンジョンマスター(DM)向けの資料として、ダンジョン作成マニュアルである「Dungeon Geomorphs Set One」と、モンスターと財宝のデータ集「Monster & Treasure Assortment Set One」が封入。その他にはゲームに使用するダイスがポリエステル製の小さなポーチ（小袋）に入れられていた。1978年に発売された第二刷にはこれらに加えてシナリオとして「B1 In Search of the Unknown」と「B2 The Keep on the Borderlands（国境の城塞）」が同梱された。
ルールブックではプレイヤーキャラクター(PC)のレベルは3レベルになるまでしか対応しておらず、ルールブック内では「それ以上のレベルで遊びたければAD&Dを買うように」というアドバイスがされていた。
Dungeons & Dragons Basic Set （第3版）
1981年発売。ルールが大幅に改訂され、AD&Dとの共通項は薄くなった。現在「クラシックD&D」でイメージされるルールの原型はこの3版からとなる。また、3版からレベル別にルールセットを発売するようになり、高レベル用のルールセットである「Expert Set」を購入すればAD&Dに移行しなくても4レベル以上に成長したPCを扱うことができた（14レベルまで）。Basic Setだけでは3レベルまでのPCしか扱えないところは変わらない。
このバージョンのBasic Setもコンポーネントもボックス型で、箱の色はマゼンタ。内容物は64ページのルールブックと、シナリオ「B2 The Keep on the Borderlands（国境の城塞）」である。
Dungeons & Dragons Basic Set（第4版）
1983年発売。ルール的には第3版とほとんど変わりがないのだが、1983年に15レベルから26レベルまでのPCを扱う「Companion Rules」が発売されたため、それにあわせて第3版のBasic SetとExpert Setのコンポーネントを若干改訂した。それがこの第4版となる。第4版はサプリメントやシナリオなどの関連製品が数多く発売され、26レベルから36レベルまでのPCを扱う「Master Rules Set」や、人間の域を超えてイモータル（亜神となったPC）を扱う「Immortals Rules Set」も発売された。
第4版のBasic Setは1984年に「Dungeons & Dragons Basic Rules Set 1」に改名されている（コンポーネントや内容は全く変更なし）。この1984年版が株式会社新和により『ダンジョンズ&ドラゴンズ セット:1 ベーシックルールセット』のタイトルで邦訳されている（1985年発売）。クラシックD&Dの関連製品ではこの第4版の関連製品がもっとも多く日本語化された。
このバージョンのBasic Setもコンポーネントもボックス型で、箱の色は赤（ゆえに、日本のユーザーには「赤箱」という名前で親しまれている）。内容物は64ページの「プレイヤーズマニュアル」と、48ページの「ダンジョンマスターズ」、Basic Setの定番であるダイス入りのポーチである。それまでのBasic Setに同封されていたシナリオ「国境の城砦」は別売となった。その代わりとして、「ダンジョンマスターズ」に最初の冒険に使える簡単なダンジョンが掲載されている。
Dungeons & Dragons Rules Cyclopedia（第5版）
1991年発売。邦訳はメディアワークスにより1994年に行われた。第4版のレベル別ルールセットを一冊の書籍にまとめたもので、ルール・データ量はかなりのものになる(A4判ハードカバーで全304ページ)。そのため第4版までの「クラシックD&DはAD&Dと違って入門者向け」という側面が薄れてしまっており、TSRはそれを解決するために「New, Easy to Master Dungeons & Dragons Game」というタイトルの入門向き製品を別個出している（日本未発売）。Dungeons & Dragons GAMEは初期レベル(5レベルまで）のキャラクターに必要なルール・データだけを抜き取り、さらには買ったその日にすぐ遊ぶことができるように丁寧な記述がされたシナリオ、そのシナリオの舞台となる場所のフルカラーのポスターマップ、プレイヤーキャラクター(PC)用のメタルフィギュア、シナリオに出てくるモンスターのペーパーフィギュアなどをセットにしたボックスであった。
Classic Dungeons & Dragons GAME（第6版）
1994年発売。第5版の「New, Easy to Master Dungeons & Dragons Game」と同じコンセプトで作られたもので、フィギュアやカラーマップ、すぐ遊べるシナリオなどが入ったボックスセット。Rules Cyclopediaの関連製品ではなく新作の体裁で発売されたので、この記事では便宜上第6版として扱っている。クラシックD&Dのルール大系を引き継ぐ製品としては最後のものとなった。
以降は、日本語化された第4版と第5版を中心に記述する。
日本でのクラシックD&Dは新和が翻訳した第4版が良く知られている。クラシックD&D4版はルールブックがプレイヤーキャラクターのレベルに応じて分割されていたのも特徴である。レベルが上がるとデータが増えるだけでなく、ゲーム中で使用されるルールそのものが追加された。例えば、1〜3レベルのキャラクターを扱う「ベーシックセット」ではダンジョン探索以外のルールがない。このルール下では野外の冒険（ウィルダネスアドベンチャー）や街での冒険（シティアドベンチャー）がほぼできない。これらの冒険を行うためのルールはより高レベル用のキャラクターのためのルールブックに付記されている。これは、初期レベルのキャラクターを使用している状態ではルールについてほとんど知らない初心者である可能性があるため使用するルールの数を少なくし、レベルが上がってきたキャラクターを使用している状況ではそれだけゲームのプレイ回数を重ねているのだから、高度なルールを追加しても問題がない、という考え方がされているためである。
レベル毎のルールブックは箱に入れて発売されていた。日本ではその箱の色がレベル別ルールブックの通称ともなっていた（赤箱、青箱など）。

## ルール面の特徴
D&Dシリーズ全体に共通する要素は、ダンジョンズ&ドラゴンズの項目を参照。ここではクラシックD&Dに見られる特徴を記述する。
ルールについては現行のD&Dや、並行していたAD&Dと比べるとかなり簡略化されている。

### キャラクター
- 種族がキャラクタークラス扱いになっている。
- ベーシック・セットで扱われているもっとも基本的なキャラクタークラスは以下の7つ。
  - ファイター - 戦士。武器による攻撃を行う。
  - クレリック - 僧侶。味方を治療し、アンデッドを退散させる。
  - シーフ - 盗賊。鍵の解錠や罠外しなどはシーフの専門分野。
  - マジックユーザー - 魔術師。様々な呪文を学ぶことで魔法を使いこなす。
  - エルフ - 自然とともに生きる妖精的種族。マジックユーザーとファイターの中間の能力
  - ドワーフ - 地下に住まう小人。ファイターに近い能力を持つ他、ダンジョンの構造を見破れる。
  - ハーフリング - 地上に住まう陽気な小人。身軽で、シーフに近い能力を持つ他、野外での生存能力に長ける。
- アライメントは「ローフル（秩序）」「ニュートラル（中立）」「ケイオティック（混沌）」の3種類。
- セービングスローには「デスレイ（死の光線）・毒への抵抗値」「ワンドによる攻撃への抵抗値」「麻痺・石化への抵抗値」「ドラゴンブレスへの抵抗値」「呪文・スタッフ・ロッドによる攻撃への抵抗値」の5種類がある。専門性は高いが汎用性は薄く、「落とし穴を避ける判定にはどのセービングスローを使えばいいのか」などに議論が発生することもあった。

### 行為判定
- ルール上で行為判定が可能な行動が設定されているものが基本ルールでは少ない。そのため、技能によって可能な行動以外をPCがとっても、それをゲーム上で成否判定するルールがない場合が多い。
- 第4版では技能自体が選択ルールであるため、ベーシック・ルール・セットの時点ではPCが行為判定可能な行動は戦闘とダンジョン探索だけに限定されている（ガゼッタシリーズや、ルール・サイクロペディアにて技能ルールが提供されている）。また、ダンジョン探索に必要な「盗賊能力」は一部のクラスしかもっていないため、ファイターなどはダンジョン探索を宣言しても行為判定を行うルールが明確に設定されていない。選択ルールの技能ルールを導入した場合は、かなり多様な行為判定が提供されている。クラシックではないダンジョンズ&ドラゴンズ第4版で言うところの技能および特技の両方が含まれたような内容となっている。かつDMが認定すれば自由に追加の技能を作成することができた。
- 該当ルールが設定されていない場合、基本的にはDMが難易度設定を行い、キャラクターの能力値判定を行う等で対応することになる。設定されたルールではないため、プレイ環境・メンバーによって適用方法が大きく異なる。
- 行為判定のルールは複雑で、戦闘の命中判定は20面ダイス1個を使った上方判定、戦闘以外の行為に関する判定（技能判定）は20面ダイス1個を使って能力値以下を出すという下方判定、ダンジョンで罠を解除したり鍵を外したりする「盗賊能力判定」はパーセンテージロールと行動の種類によって異なっている。さらには一部の種族能力（ドワーフが隠し通路を発見する、など）では「6面体サイコロで特定の出目を出す」などのルールとなっていた

### 戦闘
- 戦闘の基本はグループイニシアチブ制。毎ラウンドの最初にPCのパーティーと敵のパーティーが六面体サイコロ一個を振り合い、高い出目を出したグループから攻撃する。先攻のグループの全員が行動し終わった後に後攻のグループへ移る。オプションルールで、個別イニシアチブを行うようになっている。
- 戦闘中のキャラクターの行動は、基本的に「移動する」「飛び道具（射撃、投擲）を使う」「魔法（もしくはマジックアイテム）を使う」「接近戦をする」の4種類を行うものとなっている。しかし、このシンプルさがTRPGの入門編として長く愛される要因になった。
- 各キャラクターがそのラウンド内でどのような行動をするかの宣言は、先攻か後攻かを決める前に宣言する必要がある。そのため、後攻側になったグループは、先攻側の行動により、事前に宣言した行動がとれなくなる場合もある。
- 命中判定はTHAC0表を使う。

### 成長
- 冒険で得た財宝の金銭的価値が、そのまま経験点になる。つまり、宝を多く見つければ見つけるほどキャラクターが成長しやすくなるわけである。これにより、クラシックD&Dは「ダンジョンにもぐって宝探し」というシナリオスタイルがもっとも基本的なものとなっていた。

## ラインナップ
日本語化されたものを中心。英語でのみ書かれているものは日本語版では未訳のもの。

### レベル別ルールセット
- ベーシック・ルール・セット/Basic Rules Set （通称:赤箱、LV1-3）
- エキスパート・ルール・セット/Expert Rules Set （通称:青箱、LV4-14）
- コンパニオン・ルール・セット/Companion Rules Set （通称:緑箱、LV15-25）
- マスター・ルール・セット/Master Rules Set （通称:黒箱、LV26-36）
- イモータル・ルール・セット/Immortals Rules Set （通称:金箱、イモータルレベル）
イモータルとは「不死者」と言う意味で死を超越した神の如き存在を指す（アンデッドは「死んでも死に切れない者」であり別物）。

### モジュール
「モジュール」とはシナリオ集のこと。これもルールセットと同じくレベル別に分かれていた
- Bシリーズ（ベーシック・ルール・セット対応）
  - B1 In Search of the Unknown - クラシックD&D最初のシナリオ。未訳。
  - B2 国境の城塞/The Keep on the Borderlands
  - B3 アリクの瞳/Palace of the Silver Princess
  - B4 失なわれた都市/The Lost City
  - B5 シュリール川を越えて 恐怖の丘へ/Horror on the Hill
  - B6 陰謀の街・スペキュラルム/The Veiled Society
  - B7 ラハシア/Rahasia
  - B8 偽りの旅路/Journey to the Rock
  - B9 コードウェル城奇談/Castle Caldwell and Beyond
  - B1-9 In Search of Adventure - B2からB9までをまとめてキャンペーンシナリオにしたもの
  - BS1 ブリザードパス/M1 Blizzard Pass - BSのSは「ソロシナリオ」の意味。要はクラシックD&D用ゲームブック。
  - M2 Maze of the Riddling Minotaurs
  - BS2 ザルゴンの亡霊/Ghost of Lion Castle
- Xシリーズ（エキスパート・ルール・セット対応）
  - X1 恐怖の島/The Isle of Dread - エキスパート・ルール・セットに付属
  - X2 アンバー家の館/Castle Amber
  - X3 ザナソンの呪い/Curse of Xanathon
  - X4 未知なる恐怖への挑戦/Master of the Desert Nomads
  - X5 死を呼ぶ神殿/Temple of Death
  - X6 スパイラルシティー/Quagmire!
  - X7 海賊都市クロン/The War Rafts of Kron - 初の水中戦シナリオとして、水中戦用の追加ルールが載っている。
  - X8 炎の島/Drums on Fire Mountain
  - X9 荒れ果てし海岸/The Savage Coast
  - X10 レッド・アロー、ブラック・シールド/Red Arrow, Black Shield
  - X11 サガ・オブ・ザ・シャドー・ロード/Saga of Shadow Lord
  - X12 スカルダズ・ミラー/Skalda's Mirror
  - X13 クラウン・オブ・エンシェント・グローリー/Crown of Ancient Glory
  - XL1 クエスト・フォー・ザ・ハートストーン/Quest for the Heartstone
  - XS1 ラサンの黄金/XSOLO Lathan's Gold
  - XS2 雷鳴山の秘宝/XS2 Thunderdelve Mountain
- CMシリーズ（コンパニオン・ルール・セット対応）
  - CM1 大いなる試練/Test of the Warlords
  - CM2 死者達の宴/Death's Ride
  - CM3 悪魔の住む河/Sabre River
  - CM4 Earthshaker!
  - CM5 Mystery of the Snow Pearls
  - CM6 Where Chaos Reigns
  - CM7 The Tree of Life
  - CM8 The Endless Stair
  - CM9 Legacy of Blood
- Mシリーズ（マスター・ルール・セット対応）
  - M1 巡らされた糸/Into the Maelstrom
  - M2 Vengeance of Alphaks
  - M3 Twilight Calling
  - M4 Five Coins for a Kingdom
  - M5 Talons of Night
- Iシリーズ（Immortals Rules Set対応）
  - IM1 The Immortal Storm!
  - IM2 The Wrath of Olympus
  - IM3 The Best of Intentions

### アクセサリー
追加データが掲載されたサプリメントやマスタースクリーンなどの道具などは「アクセサリー」と呼ばれた。
- AC1 シェイディー・ドラゴン・イン/Shady Dragon Inn - 様々な種族やクラスのNPCが100人掲載されている。
- AC2 マスタースクリーン/D&D(R) Combat Shield
- AC3 3-D Dragon Tiles with The Kidnapping of Princess Arelina
- AC4 マーベラスマジック/The Book of Marvelous Magic - マジックアイテムのデータ集
- AC5 Player Character Record Sheets
- AC6 キャラクターレコードシート/Player Character Sheets - AC5を改版したバージョン
- AC7 マスタースクリーン II/Master Player Screen - マスター・ルール・セット対応のマスタースクリーン
- AC8 3-D Dragon Tiles featuring The Revenge of Rusak
- AC9 モンスターマニュアル/Creature Catalog - モンスターのデータ集
- AC10 Bestiary of Giants & Dragons
- AC11 The Book of Wondrous Inventions

以下は新和が製作した日本独自製品である。
- ACJ1 シナリオデザインセット - 白紙のフロアタイルとヘクスマップのセット。
- ACJ2 ビギナーズガイド - ゲームプレイのガイドブック
- ACJ3 スペルカード I - 呪文のデータが書かれたカードのセット
- ACJ4 スペルカード II
- ACJ5 ビジュアルガイド
- ACJ6 レスキューガイド
- ACJ7 スペルカード III
- ACJ8 スペルカード IV
- ACJ9 プレイヤーキャラクターサブシート
- ACJ10 スペルカード V
- ACJ11 スペルカード VI
- ACJ12 NPCカード
- ACJ13 モンスターアソートメント
- ベーシックビギナーズガイド
- エキスパートプレイングガイド1
- ドラゴンランスカードゲーム

### ガゼッタ
クラシックD&Dの主要な舞台とされた「ミスタラ」世界のワールドガイド。「ミスタラ」世界全体の簡単な概説本というのは出されず、地方毎に順番に詳細なガイドが出され世界の姿が序々に明らかになっていくという形式をとっていた。日本語版は三冊しか出なかったため、「ミスタラ」世界の魅力を伝え切れていたとはいえない。しかし、新和から出版されていたサポート誌『オフィシャルD&Dマガジン』で未訳分も含めたガゼッタシリーズの内容をふまえたワールド解説記事やリプレイが連載されており、ユーザーへの貴重な情報源となっていた。
メディアワークス版の訳・構成を担当した安田均は、ガゼッタは間違いで、ガゼティアないしはガジティアと発音するとしている。
- GAZ1 カラメイコス大公国/The Grand Duchy of Karameikos
- GAZ2 イラルアム首長国連邦/The Emirate of Ylaruam
- GAZ3 The Principalities of Glantri
- GAZ4 The Kingdom of Ierendi
- GAZ5 アルフハイムのエルフ/The Elves of Alfheim
- GAZ6 The Dwarves of Rockhome
- GAZ7 The Northern Reaches
- GAZ8 The Five Shires
- GAZ9 The Minrothad Guilds
- GAZ10 The Orcs of Thar
- GAZ11 The Republic of Darokin
- GAZ12 The Golden Khan of Ethengar
- GAZ13 The Shadow Elves
- GAZ14 The Atruaghin Clans
- BoxSet(GAZ番号無し) Dawn of the Emperors Thyathis and Alphatia

### その他
オフィシャルD&Dマガジン
株式会社新和が発行していた、D&D専門のサポート雑誌。1986年8月に季刊誌として創刊。創刊から4号までは『ドラゴンマガジン』という名前であったが（海外のD&Dサポート誌『ドラゴン』にあやかった）、日本では富士見書房の『ドラゴンマガジン』とのタイトル被りのためにこの名前は使われなくなった。通巻5号目(1987年8月発行）から季刊誌『ファンタジー・ゲーマーズ・ジャーナル』に改名。さらに通巻8号(1988年5月）に『オフィシャルD&Dマガジン』の名前で隔月刊誌になった。1989年9月からは月刊になり、黄金期を迎える。1991年6月の第22号で休刊。後継誌としてD&Dに関わらない情報を扱う『ファンタスティックゲームズ』が1991年8月に創刊されたが一号のみで展開が休止している。
編集とライティングは日本語版の監修をしていた大貫昌幸とORGが中心になって行われた。内容としてはゲームプレイのテクニック解説や、ダンジョンマスター(DM)のためのシナリオや舞台の作成講座、剣と魔法のファンタジー世界をイメージしやすくするための中世ヨーロッパの文化や武器の解説などが中心。『ドラゴン』誌からの翻訳記事もあった。一方でゲームデータの追加などのサプリメント的要素は薄かった。TRPGそのものの遊び方がまだ認知されていない時代の雑誌なため、ゲームの遊び方を解説するガイダンス記事に重点がおかれていた。
また、『ガゼッタワールドへのいざない』というミスタラ世界を舞台にしたリプレイ記事がキャンペーンリプレイとして長期にわたって連載された。「ガゼッタシリーズを使用した実践キャンペーン講座」という位置づけで書かれたもので、ミスタラ世界の特徴を上手くシナリオに盛り込み多くの読者から人気を博していた。著者はD&D日本語版スタッフ、イラスト担当は平井久司。
D&D誌上ライブ ロードス島戦記
1986年にコンプティーク誌で連載されたクラシックD&Dのキャンペーンリプレイ。原案は安田均、著者およびDMは水野良。イラスト担当は出渕裕。後の『ロードス島戦記』シリーズの元祖となった連載である。1987年には第二部も連載された（第三部以降はクラシックD&Dのシステムを使っていないため「D&D誌上ライブ」のサブタイトルは外された。また単行本版では第一部、第二部も第三部で使用したルールで再プレイしたものを掲載している）
D&Dがよくわかる本 ダンジョンズ&ドラゴンズ入門の書
富士見ドラゴンブックで発売されたD&Dのガイドブック。1987年発行。著者は黒田幸弘。これ以降、日本のTRPGの解説書籍には「〇〇がよくわかる本」というタイトルをつけるのが定番となった。

### ルールサイクロペディア
クラシックD&Dの第5版は、「ルールサイクロペディア」と称され、4版のレベル別ルールセットの方式を廃し、全レベル帯をフォローした1冊の基本ルールブックとして発売された。ルール自体はクラシックD&D4版までと大きくは変わらない。
前述した通りメディアワークスから日本語版が発売されたが、日本語版では1-9レベルまでのデータと、初期レベルで使われるであろう基本的なルール部分のみを抜粋したうえで、「プレイヤーズ」「ダンジョンマスターズ」「モンスターズ」の3冊に分割して再構成された。残りのルール部分と10レベル以上のデータについては後に発売する予定であったが、TSR社の買収により日本語版展開が中断するはめになってしまい、基本ルールブックは完訳されることはなかった。

#### ラインナップ
日本語化されたものを中心。前述のように、基本ルールブックは英語版と日本語版で構成が異なる。
- 基本ルールブック
  - 英語版 - 36レベルまで扱っている
    - D&D Rules Cyclopedia

  - 日本語版 - 9レベルまで扱っている
    - プレイヤーズ
    - ダンジョンマスターズ
    - モンスターズ
- シナリオ集 - 本国では第4版の時代に出たもの。新和版で未訳だった3つをメディアワークスが翻訳した
  - キングズ・フェスティバル 王の祭り/B11 King's Festival
  - クイーンズ・ハーベスト 女王の収穫/B12 Queen's Harvest
  - ナイツ・ダーク・テラー 黒い夜の恐怖/B10 Night's Dark Terror
- リプレイ - 日本独自製品。著者およびDMは安田均。
  - ミスタラ黙示録 （電撃ゲーム文庫、全5巻。電撃アドベンチャーズで連載）
- その他
  - D&Dマスタースクリーン - 日本独自仕様のマスタースクリーン。
  - Wrath of the Immortals - 36レベルを超えてイモータルとなったPCをさらに成長させるためのサプリメント。未訳。